# Aiakeion
Koordinaten: 37° 44′ 59,8″ N, 23° 25′ 26,7″ O
Das Aiakeion (altgriechisch Αἰάκειον, klassische Aussprache [ai̯ˈakeːɔn]) war ein Heiligtum des Aiakos auf der griechischen Insel Ägina.
Aiakos, der Stammvater der Aiakiden, wurde der Sage nach als Sohn des Zeus und der Nymphe Aigina auf Ägina geboren. Er richtete in einer Zeit großer Dürre auf dem höchsten Berg der Insel, wo sich das Heiligtum des Zeus Hellanios befindet, sein Gebet an den Göttervater. Zeus erhörte ihn und ließ es regnen. Nach Plutarch und Pindar haben die Bewohner der Insel ihm und seiner Tat zum Gedenken ein Heroon errichtet: das Aiakeion. Es befand sich im Zentrum der Stadt Ägina, des Hauptortes der Insel, und bestand aus einem von einer Mauer aus Marmor umschlossenen viereckigen Raum, in dem ein Altar, der Sage nach das Grab des Aiakos, stand, von Ölbäumen umgeben. In einer Vorhalle stellte ein Relief die Geschichte der Erlösung von der Dürre dar.
Im Heiligtum waren die Sieger der zu Ehren des Aiakos durchgeführten Festspiele dargestellt. Bei diesen wurden sportliche Wettkämpfe ausgetragen.